# Christoph Baumann
Christoph Baumann (Kempen, Niederrhein, Alemania, 12 de agosto de 1954) es un actor y director de teatro germano-ecuatoriano que ha participado en el cine, la televisión y el teatro ecuatoriano desde su llegada al país en 1984.
Inició su carrera artística en Alemania, pero luego de conocer a su esposa Tamara Navas, decidió residir en Ecuador donde ha montado diversas obras teatrales, y llegó a ser conocido a nivel nacional por su personaje de Aristóteles Beckenbauer en la serie Dejémonos de vainas, donde tuvo una dupla clave junto al Cabo Mosquito, interpretado por Eduardo Mosquera, con quien luego del seriado compartiera por varios años presentaciones teatrales.
También es muy conocido por formar parte del elenco de Enchufe.tv, principalmente en el sketch cómico La zona del amigo con su frase «cállate poco hombre», siendo su dupla Mosquito Mosquera otro integrante del elenco.

## Biografía

### Primeros años y estudios
Christoph Baumann nació el 12 de agosto de 1954 en Kempen, Niederrhein Alemania, como parte de una generación que se sentía culpable del holocausto que causó la Segunda Guerra Mundial nueve años antes de su nacimiento. Estudió filosofía y literatura en la Universidad Libre de Berlín en 1973, luego de tres años de estudios sin convicción y al sentir que las teorías no tienen consecuencias para la vida real, pensó que podría confrontar la realidad mediante mundos imaginarios dedicándose al teatro, luego de que leyera un libro del director polaco Jerzy Grotowsky que decía: "El teatro en sí
mismo es un acto revelador".
Estudió teatro en dos talleres en el Laboratorio de Teatro de Jerzy Grotowski en Wroclaw, Polonia, luego en la Escuela Jacques Lecóq en París, Francia y en múltiples talleres con profesores de la escuela de Lee Strasberg.
Cuando cumplió los 25 años recorrió como mochilero México, Guatemala y varias partes de Centroamérica.

### Inicios artísticos, su llegada a Ecuador y el teatro
Trabajó como actor director y profesor de teatro en Berlín, Alemania, y junto a un grupo de teatro que
protestaba por la instalación de misiles nucleares en Alemania, recorrió Europa.
Baumann se casó con la actriz manaba Tamara Navas, a quien conoció en un taller de teatro en Múnich y con quien vivió tres años en Berlín, Alemania. Él formó parte de un grupo teatral con el que recorrían Alemania, presentando obras teatrales e impartiendo clases de desenvolvimiento escénico. Desde 1984, Baumann y su esposa radican en Ecuador. Se establecieron en un inicio en la ciudad de Portoviejo y procrearon a su hijo Gabriel, vocalista de la banda musical Swing Original Monks. Poco después se radicó con su familia en Quito, donde impartió talleres de teatro y realizó presentaciones teatrales en diferentes ciudades.
En 1989 fue director de la Casa Humboldt durante 4 años, organizando eventos de teatro, música, exposiciones de cine, muestras pictóricas, entre otras actividades que sumaron alrededor de ochocientas, sin embargo dejó el cargo porque prefería tener actividades artísticas y no burocráticas tras un escritorio. Luego de esto montó obras teatrales como Casa matriz y Hay amores que matan, así como también un musical rock con el grupo de rock Sal y Mileto.
Regresó a Alemania entre 1993 y 1994, además de haber viajado a Hungría y Bolivia, periodos en los cuales también intervino en dos películas cinematográficas. En 1997 realiza la obra Ulises y la máquina de perdices. En 1997 y 1998 dirigió el festival internacional de teatro del Municipio de Quito.

### Carrera televisiva
También se involucró en la televisión cuando fue parte de la producción de Peky Andino para Ecuavisa, el programa cómico Dejémonos de vainas, desde 1996 hasta 1999, donde interpretó al personaje de Aristóteles Beckenbauer. Apareció en 200 capítulos de la serie, que se cambió a Teleamazonas en 1999 con poca acogida en la serie Esta gente es una vaina hasta el año 2000.
En 2004 fue parte del docudrama televisivo de Ecuavisa, De la vida real, interpretando al personaje principal Ron Sander en el capítulo El Caso de los técnicos petroleros secuestrados.
En octubre de 2013 fue parte del elenco del seriado Secretos de Ecuavisa, apareciendo en dos capítulos.
En 2017 realiza una aparición especial dentro de la tercera temporada de la telenovela 3 familias de Ecuavisa.

### Carrera teatral
Luego de hacer una buena dupla con Mosquito Mosquera en la serie Dejémonos de vainas, formaron un grupo denominado "Laboratorio cómico", junto a Pepe Morán, presentando obras teatrales entre las cuales se encuentran A la Bio a la Bao, ¡Qué badulaques! y Cholo soy. El grupo trabajó hasta el 2006, cuando Baumann decidió junto a su esposa e hija establecerse en la comunidad La envidia, ubicada en el cantón La Maná (Cotopaxi), hasta el 2009, impartiendo talleres de arte a las escuelas rurales de la zona. Desde agosto de 2010, Baumann y su esposa recorrieron dieciséis provincias en setenta y cinco pueblos en un camión como escenario teatral, mostrando así su arte con la obra Despertar de primavera del alemán Frank Wedekind, dicho proyecto lograron realizar con la aprobación del Ministerio de Cultura de aquel entonces y luego de un año presentaron el documental de su recorrido Tablas sobre ruedas, travesías creativas en el cine a nivel nacional, y dividido en tres capítulos para Ecuador TV en 2012.
Durante el 2012 presentó la obra Tempo Clown, junto a Mosquito Mosquera.
Durante el 2013 dirigió la obra teatral Machos, donde se presentó a mujeres actuando de forma masculina en su vida cotidiana, más tarde presentó la obra Toc, toc.
Baumann escribió una versión de Hamlet, obra de William Shakespeare, en un monólogo durante el periodo en que vivió en la Maná con su familia, y ha presentado su obra a nivel nacional y en diversos países como Uruguay, Colombia y México.

### Carrera cinematográfica
Entre 1981 y 1984 participó en ocho largometrajes de cine y televisión en Alemania, interpretando a un comisario en Kamikaze, dirigido por Wolf Gremm.
En 1992 interpretó a Cristóbal Colón en el largometraje Los hermanos Pinzones y su entrañable Almirante dirigido por Klaus Schuett, en Esmeraldas, Ecuador.
En 1993 intervino en la película alemana Die Heiratsschwindlerin como Friedrich, bajo la dirección de Richard Blank en Múnich, Alemania, y como el comisario Berti en la película Prinzenbad del mismo director en Budapest, Hungría.
En 1994 personificó a un predicador ambulante en la película Amigomío dirigida por Jeanine Meerapfel, rodada en Argentina, Bolivia y Ecuador. Ese mismo año protagonizó a Hans Wolter en la película Lianen im Beton de Richard Blank.
Personificó a un violinista en la película Entre Marx y una mujer desnuda de 1996 de Camilo Luzuriaga.
Tuvo un papel protagónico en la película Distante cercanía de Álex Schlenker, rodada en 2011 y se estrenó en septiembre de 2013, donde interpretó el papel del Dr. Mainzel, un ginecólogo nazi que practica abortos en la ciudad de Quito en el año de 1942. También fue parte del elenco de la película El Facilitador de Víctor Arregui, que se estrenó en noviembre.

### Carrera en internet
Baumann ha sido parte de varios de los productos audiovisuales de Enchufe.tv, con mayor notoriedad por su aparición en La zona del amigo con su frase "cállate poco hombre", y su aparición en El hombre mandarina y de ley te ha pasado.

## Carrera artística

### Teatro
- Ulises y la máquina de perdices (1997)
- Casa matriz
- Hay amores que matan
- A la Bio a la Bao (Laboratorio cómico)
- ¡Qué badulaques! (Laboratorio cómico)
- Cholo soy (Laboratorio cómico)
- Despertar de primavera (Tablas sobre ruedas, 2010)
- Hamlet (monólogo)
- Tempo Clown (2012)
- Machos (director, 2013)
- Toc, toc (director, 2013)

### Filmografía
- Televisión
  - Dejémonos de vainas (1996-1999)
  - Esta gente es una vaina (1999-2000)
  - De la vida real (2004)
  - Secretos (2013)
  - 3 familias (2017)

- Cine
  - Kamikaze (comisario)
  - Los hermanos Pinzones y su entrañable Almirante (Cristóbal Colón, 1992)
  - Die Heiratsschwindlerin (Friedrich, 1993)
  - Prinzenbad (comisario Berti, 1993)
  - Amigomío (predicador ambulante, 1994)
  - Lianen im Beton (Hans Wolter, 1994)
  - Entre Marx y una mujer desnuda (violinista, 1996)
  - Tablas sobre ruedas, travesías creativas (documental, 2011)
  - Distante cercanía (Dr. Mainzel, 2013)
  - El Facilitador(2013)
  - Sin muertos no hay carnaval (2017)
  - Dedicada a mi ex (2019)
  -  Misfit  (2021)
- Internet
  - Enchufe.tv (serie web)